# Chrétien de Thiennes
 (janvier 2024).
La mise en forme du texte ne suit pas les recommandations de Wikipédia : il faut le « wikifier ».
Les points d'amélioration suivants sont les cas les plus fréquents. Le détail des points à revoir est peut-être précisé sur la page de discussion.
- Les titres sont pré-formatés par le logiciel. Ils ne sont ni en capitales, ni en gras.
- Le texte ne doit pas être écrit en capitales (les noms de famille non plus), ni en gras, ni en italique, ni en « petit »…
- Le gras n'est utilisé que pour surligner le titre de l'article dans l'introduction, une seule fois.
- L'italique est rarement utilisé : mots en langue étrangère, titres d'œuvres, noms de bateaux, etc.
- Les citations ne sont pas en italique mais en corps de texte normal. Elles sont entourées par des guillemets français : « et ».
- Les listes à puces sont à éviter, des paragraphes rédigés étant largement préférés. Les tableaux sont à réserver à la présentation de données structurées (résultats, etc.).
- Les appels de note de bas de page (petits chiffres en exposant, introduits par l'outil «  Source ») sont à placer entre la fin de phrase et le point final[comme ça].
- Les liens internes (vers d'autres articles de Wikipédia) sont à choisir avec parcimonie. Créez des liens vers des articles approfondissant le sujet. Les termes génériques sans rapport avec le sujet sont à éviter, ainsi que les répétitions de liens vers un même terme.
- Les liens externes sont à placer uniquement dans une section « Liens externes », à la fin de l'article. Ces liens sont à choisir avec parcimonie suivant les règles définies. Si un lien sert de source à l'article, son insertion dans le texte est à faire par les notes de bas de page.
- La présentation des références doit suivre les conventions bibliographiques. Il est recommandé d'utiliser les modèles {{Ouvrage}}, {{Chapitre}}, {{Article}}, {{Lien web}} et/ou {{Bibliographie}}. Le mode d'édition visuel peut mettre en forme automatiquement les références.
- Insérer une infobox (cadre d'informations à droite) n'est pas obligatoire pour parachever la mise en page.

Pour une aide détaillée, merci de consulter Aide:Wikification.
Si vous pensez que ces points ont été résolus, vous pouvez retirer ce bandeau et améliorer la mise en forme d'un autre article.
 (janvier 2024).

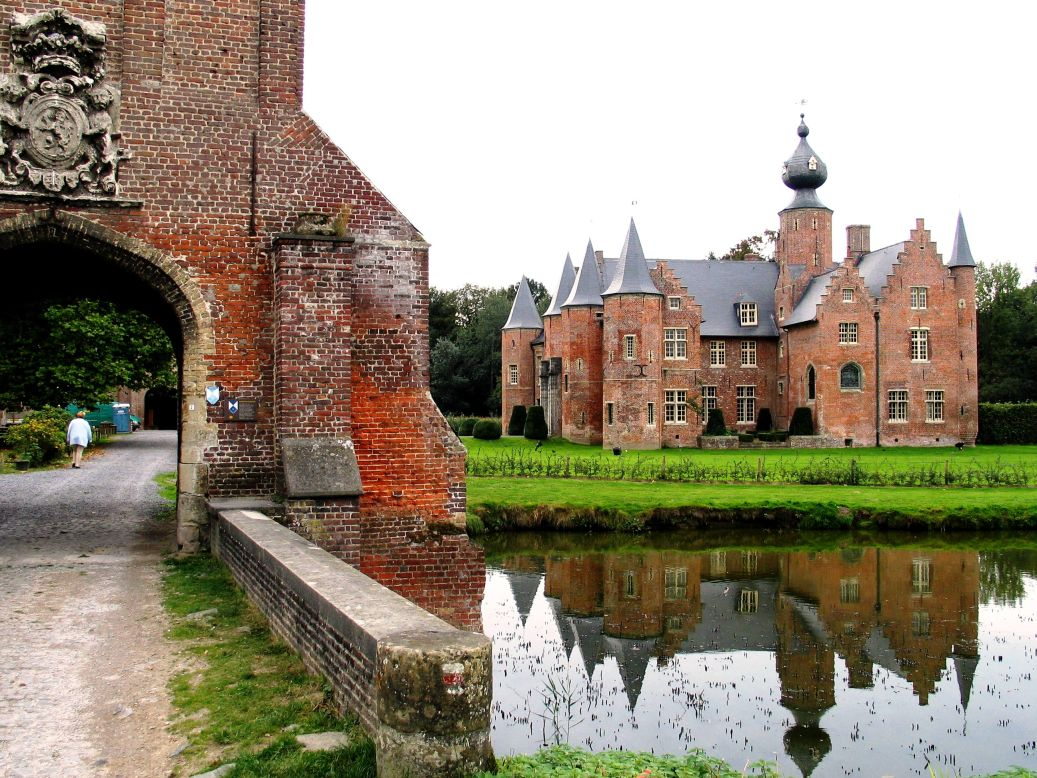
Le château de Thiennes à Rumbeke

Chrétien de Thiennes, de son nom complet Chrétien Charles Marie Joseph Ghislain Cajetan de Thiennes de Rumbeke (Gand, 14 décembre 1758 - Anzegem, 15 septembre 1831) est un grand bailli de la ville de Bruges et du pays du Franc de Bruges.

## Biographie
Chrétien Charles Marie Joseph Ghislain Cajetan de Thiennes appartenait à l'une des branches de l'ancienne famille de Thiennes.
Son père, Charles de Thiennes (1737-1758, même si certaines sources indiquent 1732 comme année de naissance), épousa Anne-Marie-Françoise de Lichtervelde (1736-1801) au début de 1758, alors qu'il avait à peine vingt et un ans. Il décède la même année, le 2 novembre 1758. La cause de ce décès prématuré n’est indiquée nulle part. Cela peut être dû à une maladie ou à un accident, mais il est également possible qu'il ait succombé à ses blessures après avoir participé à la bataille de Hochkirchen, où son cousin, le lieutenant-colonel Jacques de Thiennes, fut également tué le 14 octobre 1758.
Chrétien était donc un fils posthume. Sa mère se remarie en 1765, avec le comte veuf Joseph de Murray de Melgum (1718-1802), propriétaire du régiment qui porte son nom. L'homme était important aux Pays-Bas autrichiens. En 1786-87, juste avant le début des troubles révolutionnaires, il était gouverneur général de ces régions. Chrétien a reçu sa formation militaire dans le régiment de son beau-père. Il devient membre de la loge maçonnique militaire L'Indissoluble au régiment. Il devient également membre de la loge gantoise La Bienfaisante et y devient même maître de cérémonie. Dans la Grande Loge provinciale, il était Grand hospitalier provincial.
Il n'avait pas encore vingt ans lorsqu'il épousa la comtesse Marie-Josèphe ou Joséphine de Cobenzl, la plus jeune fille du comte Karel de Cobenzl (1712-1770), alors ministre plénipotentiaire actif et puissant des Pays-Bas autrichiens, le 12 juillet 1778. Ce mariage a fait progresser la carrière de Chrétien. Il devient immédiatement chambellan de l'impératrice d'Autriche et, en 1781, à seulement vingt-trois ans, il est nommé grand bailli du quartier de Bruges. Il faisait désormais la navette entre son hôtel de Gand, sa résidence à Bruxelles, son château de Rumbeke et la maison du gouvernement de la rue Haute à Bruges. Il s'est rendu populaire à Bruges en devenant membre des clubs de tir locaux Sint-Joris et Sint-Sebastiaan. Sa carrière de grand bailli fut interrompue en 1790 à la suite de la révolution brabançonne. En tant que représentant impérial, il fuit temporairement le pays, probablement à Lille. En 1791, au retour des Autrichiens, il reprend ses fonctions jusqu'à la première invasion française en novembre 1792. Juste avant d'être de nouveau déposé, il était devenu membre de la Noble Confrérie du Saint-Sang.
Pendant ce temps, son mariage était en ruine. Sa femme était habituée à la vie de cour et était très dépensière. Avant qu’elle ne perturbe complètement les finances conjugales, ils ont divorcé. Elle part ensuite vivre chez son frère, le futur ambassadeur Louis de Cobenzl (1753-1808), et - connue sous le nom de « Madame de Rombeke » - s'enfuit à Vienne en 1794, où elle mourra en 1834, pauvre et oubliée de tous. .
Chrétien lui-même émigre ensuite à Vienne, où meurt sa mère en 1797 et son beau-père en 1802. Son demi-frère, le lieutenant-général Albert de Murray (1774-1848), connut une brillante carrière militaire dans l'armée autrichienne.
Il retourna dans le sud des Pays-Bas sous l'Empire français pour sauvegarder ses biens et séjourna comme citoyen officieux dans son château de Rumbeke. Sous le royaume uni des Pays-Bas, étonnamment, il ne prit pas la peine d'être confirmé dans la noblesse. Cela n'empêche pas le roi de le nommer membre du Sénat des États généraux en 1826, poste qu'il gardera jusqu'en 1829. Il y rencontre son cousin Charles de Thiennes de Lombise, qui, en alternance avec un Néerlandais du Nord, fut président du Sénat de 1815 à 1830.
Lorsqu'éclate la révolution belge, Chrétien de Thiennes a plus de soixante-dix ans. Il figurait toujours sur la liste des éligibles au Sénat, mais ne joua plus aucun rôle et mourut bientôt dans son château d'Anzegem. Ses propriétés furent héritées par l'autre branche de la famille. Une génération plus tard, alors qu'il n'y avait pas non plus de successeurs masculins, les propriétés furent transférées par mariage à la famille de Limburg Stirum.

## Réferences
- Dictionnaire généalogique, héraldique, historique et chronologique (...), T. V, Paris 1761.
- Généalogie de Thiennes, dans : Annuaire de la noblesse de Belgique, Bruxelles, 1850.
- Andries VAN DEN ABEELE, A Bruges sous l'Acacia. La Loge Franc-maçonne 'La parfaite Egalité et ses membres, Bruges, 1987.
- Oscar COOMANS DE BRACHÈNE, État présent de la noblesse belge, Annuaire 1999, Bruxelles, 1999.